# Halfkleinbeeld

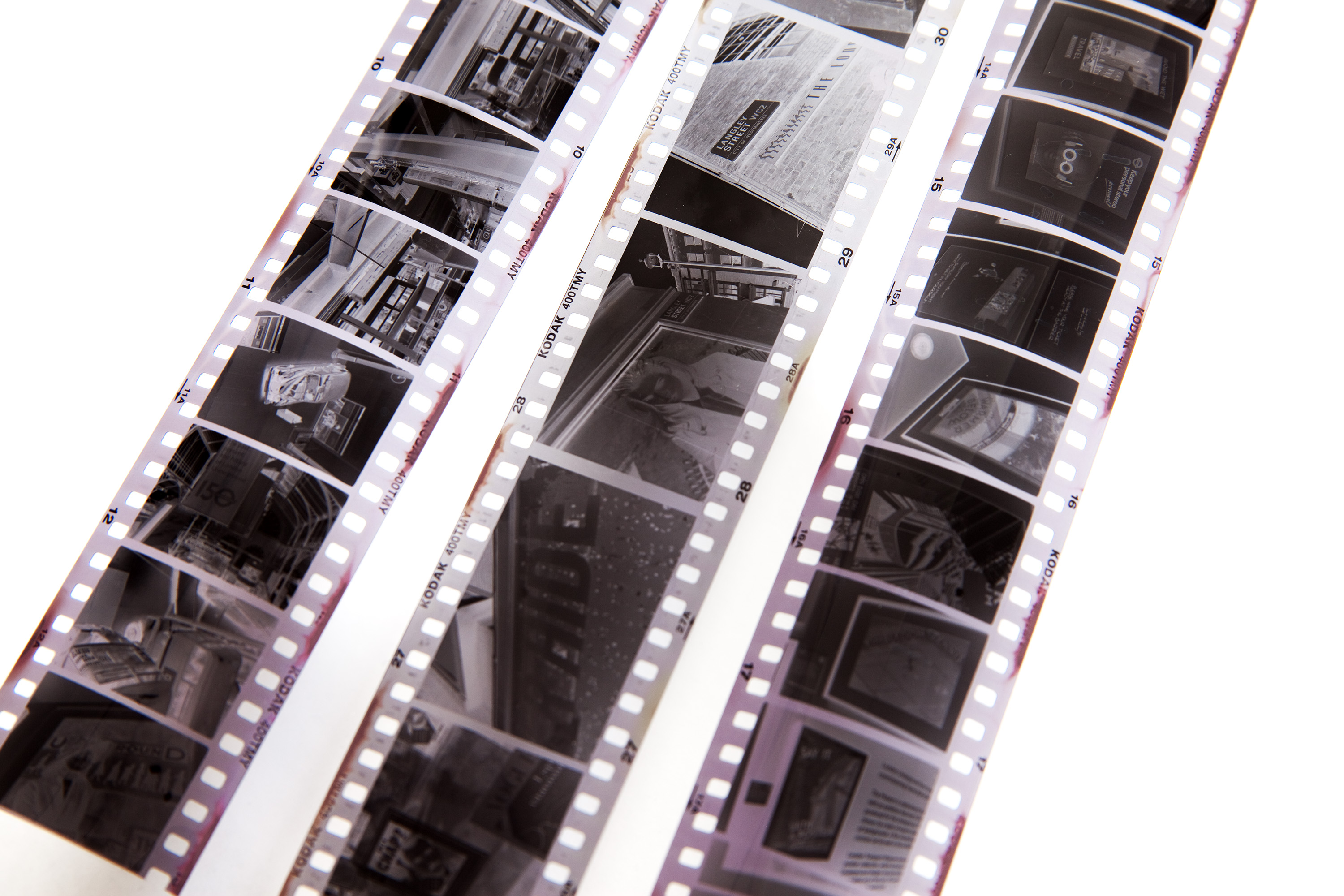
Halfkleinbeeldformaat; in het midden kleinbeeldformaat

Olympus Pen F, een halfkleinbeeld spiegelreflexcamera

Halfkleinbeeld (of halfkleinbeeldformaat) is in de fotografie een opnameformaat met een hoogte van 24 mm en een breedte van 18 mm.
In de jaren 60-70 van de 20e eeuw zijn er naast kleinbeeldcamera's ook halfkleinbeeldcamera's op de markt geweest (met name de Pen-camera's van Olympus, maar er waren ook modellen van onder andere Canon) die opnamen maakten van 18 bij 24 mm (de helft van het kleinbeeldformaat 36 x 24 mm).
Zo gingen er twee keer zoveel foto's op een filmstrook, 72 op een rolletje van 36 opnamen. Ondanks de voortreffelijke camera's was het succes niet blijvend, omdat de scherpte van de foto's uiteraard niet helemaal op kon tegen het kleinbeeldformaat waar men aan gewend was. Een minpuntje was ook dat men de camera op zijn kant moest houden om een opname in het meest gebruikelijke landschapsformaat (liggend) te maken.